# موغير
بلدية مُغَار أو (نقحرة: مُغار) (بالإسبانية: Moguer) هي بلدية تقع في مقاطعة ولبة التابعة لمنطقة أندلوسيا جنوب إسبانيا. وهي معروفة كونها واحدة من الأماكن التي انطلق منها أسطول كريستوفر كولومبوس لاستكشاف العالم الجديد، وهي مشهورة كذلك لكونها مسقط رأس الشاعر خوان رامون خيمينيث، الحاصل على جائزة نوبل للأدب سنة 1956 عن كتابه بلاتيرو وأنا الذي تدور أحداثه بمغير.

## الديموغرافيا
بلغ عدد سكان بلدية مُغار 20.418 نسمة عام 2011 (وفقاً للمعهد الوطني الإسباني للإحصاء).
| 13.371 | 14.030 | 15.610 | 16.961 | 18.381 | 19.569 | 20.418 |

## أعلام
- لويس دي طوريس
- بيدرو ألونسو نينيو
- بارتولومي رويز
- خوان رامون خيمينيث
- مانويل خوسيه سييرا